# Баран (Свентокшиське воєводство)
Баран (пол. Baran) — село в Польщі, у гміні Мнюв Келецького повіту Свентокшиського воєводства.
Населення — 83 особи (2011).
У 1975-1998 роках село належало до Келецького воєводства.

## Демографія
Демографічна структура на день 31 березня 2011 року:
|          | Загалом | Допрацездатний вік | Працездатний вік | Постпрацездатний вік |
| -------- | ------- | ------------------ | ---------------- | -------------------- |
| Чоловіки | 40      | 9                  | 29               | 2                    |
| Жінки    | 43      | 9                  | 26               | 8                    |
| Разом    | 83      | 18                 | 55               | 10                   |